# Alphus tuberosus
Alphus tuberosus är en skalbaggsart som först beskrevs av Ernst Friedrich Germar 1824.  Alphus tuberosus ingår i släktet Alphus och familjen långhorningar.
Artens utbredningsområde är Paraguay. Inga underarter finns listade i Catalogue of Life.